# Olympische Sommerspiele 2024/Teilnehmer (Gambia)
| Gelbes Symbol für Goldmedaillen mit stilisierten Olympischen Ringen | Graues Symbol für Silbermedaillen mit stilisierten Olympischen Ringen | Braundes Symbol für Bronzemedaillen mit stilisierten Olympischen Ringen |
| ------------------------------------------------------------------- | --------------------------------------------------------------------- | ----------------------------------------------------------------------- |
| —                                                                   | —                                                                     | —                                                                       |

Gambia nahm an den Olympischen Spielen 2024 vom 26. Juli bis zum 11. August 2024 in Paris mit 7 Athleten (4 Männer, 3 Frauen) teil. Es war die insgesamt elfte Teilnahme an Olympischen Sommerspielen.

## Teilnehmer nach Sportarten

### Judo
Über die IJF-Weltrangliste konnte sich ein gambischer Judoka im Leichtgewicht der Männer qualifizieren.
| Athleten  | Wettbewerb       | 1. Runde | 1. Runde | 2. Runde | 2. Runde | Achtelfinale  | Achtelfinale  | Viertelfinale | Viertelfinale | Halbfinale / Trostrunde | Halbfinale / Trostrunde | Finale / Platz 3 | Finale / Platz 3 | Rang |
| Athleten  | Wettbewerb       | Gegner   | Ergebnis | Gegner   | Ergebnis | Gegner        | Ergebnis      | Gegner        | Ergebnis      | Gegner                  | Ergebnis                | Gegner           | Ergebnis         | Rang |
| --------- | ---------------- | -------- | -------- | -------- | -------- | ------------- | ------------- | ------------- | ------------- | ----------------------- | ----------------------- | ---------------- | ---------------- | ---- |
| Männer    |                  |          |          |          |          |               |               |               |               |                         |                         |                  |                  |      |
| Faye Njie | Klasse bis 73 kg | S. Cases | 0s3:10   | —        | —        | ausgeschieden | ausgeschieden | ausgeschieden | ausgeschieden | ausgeschieden           | ausgeschieden           | ausgeschieden    | ausgeschieden    | 17   |

### Leichtathletik
Laufen und Gehen
| Athleten          | Wettbewerb | Qualifikationslauf | Qualifikationslauf | Vorlauf       | Vorlauf       | Hoffnungslauf | Hoffnungslauf | Halbfinale    | Halbfinale    | Finale        | Finale        | Rang          |
| Athleten          | Wettbewerb | Zeit               | Rang               | Zeit          | Rang          | Zeit          | Rang          | Zeit          | Rang          | Zeit          | Rang          | Rang          |
| ----------------- | ---------- | ------------------ | ------------------ | ------------- | ------------- | ------------- | ------------- | ------------- | ------------- | ------------- | ------------- | ------------- |
| Frauen            |            |                    |                    |               |               |               |               |               |               |               |               |               |
| Gina Bass Bittaye | 100 m      | —                  | —                  | 11,01 s       | 1             | —             | —             | 11,10 s       | 3             | ausgeschieden | ausgeschieden | ausgeschieden |
| Gina Bass Bittaye | 200 m      | —                  | —                  | 22,84 s       | 3             | —             | —             | 22,64 s       | 4             | ausgeschieden | ausgeschieden | ausgeschieden |
| Sanu Jallow       | 800 m      | —                  | —                  | 2:03,91 min   | 7             | 2:04,44 min   | 6             | ausgeschieden | ausgeschieden | ausgeschieden | ausgeschieden | ausgeschieden |
| Männer            |            |                    |                    |               |               |               |               |               |               |               |               |               |
| Ebrima Camara     | 100 m      | 10,21 s            | 37                 | ausgeschieden | ausgeschieden | ausgeschieden | ausgeschieden | ausgeschieden | ausgeschieden | ausgeschieden | ausgeschieden | 37            |

### Schwimmen
| Athleten       | Wettbewerb    | Vorlauf     | Vorlauf | Halbfinale    | Halbfinale    | Finale        | Finale        | Rang |
| Athleten       | Wettbewerb    | Zeit        | Rang    | Zeit          | Rang          | Zeit          | Rang          | Rang |
| -------------- | ------------- | ----------- | ------- | ------------- | ------------- | ------------- | ------------- | ---- |
| Frauen         |               |             |         |               |               |               |               |      |
| Aminata Barrow | 100 m Brust   | 1:15,12 min | 36      | ausgeschieden | ausgeschieden | ausgeschieden | ausgeschieden | 36   |
| Männer         |               |             |         |               |               |               |               |      |
| Ousman Jobe    | 50 m Freistil | 26,97 s     | 61      | ausgeschieden | ausgeschieden | ausgeschieden | ausgeschieden | 61   |

### Taekwondo
Beim afrikanischen Qualifikationsturnier erkämpfte sich Alasan Ann einen Startplatz im Schwergewicht der Männer bei den Olympischen Spielen.
| Athleten   | Wettbewerb        | Achtelfinale | Achtelfinale | Viertelfinale | Viertelfinale | Hoffnungsrunde Halbfinale | Hoffnungsrunde Halbfinale | Halbfinale    | Halbfinale    | Hoffnungsrunde Finale | Hoffnungsrunde Finale | Finale        | Finale        | Rang |
| Athleten   | Wettbewerb        | Gegner       | Ergebnis     | Gegner        | Ergebnis      | Gegner                    | Ergebnis                  | Gegner        | Ergebnis      | Gegner                | Ergebnis              | Gegner        | Ergebnis      | Rang |
| ---------- | ----------------- | ------------ | ------------ | ------------- | ------------- | ------------------------- | ------------------------- | ------------- | ------------- | --------------------- | --------------------- | ------------- | ------------- | ---- |
| Männer     |                   |              |              |               |               |                           |                           |               |               |                       |                       |               |               |      |
| Alasan Ann | Klasse über 80 kg | I. Šapina    | 0:2          | ausgeschieden | ausgeschieden | ausgeschieden             | ausgeschieden             | ausgeschieden | ausgeschieden | ausgeschieden         | ausgeschieden         | ausgeschieden | ausgeschieden | 11   |